# ЦЕДЕМ
ЦЕДЕМ је  удружење младих које чине студенти Београдског универзитета. Ово удружење младима свих узраста кроз неформално образовање и лично усавршавање пружа прилику да побољшају свој положај у друштву. То је центар за едукацију и друштвену еманципацију младих основан 2014. године као идејна замисао неколико студената Факултета политичких наука. ЦЕДЕМ се бави оснаживањем младих – данас највише у областима предузетништва, безбедности и заштите животне средине. Раде се пројекти са децом и младима различитих узраста на развијању сета меких вештина као што су јавни наступ, лидерство, и комуникација.
Циљ ЦЕДЕМА је да се редовно мапирају највећи изазови са којима се млади у Републици Србији суочавају и да на основу тих налаза креирају пројекти са циљем информисања, оснажења и усавршавања младих у релевантним пољима.
ЦЕДЕМ је организација која делује превасходно из волонтерског рада и ентузијазма.